# Helicophidae
Helicophidae  (лат.) — семейство ручейников подотряда Integripalpia. Около 35 видов. 

## Описание
Австралия, Новая Зеландия, Новая Каледония, Южная Америка (Чили, Аргентина). Личинки строят подводные домики из песчинок, растительных частичек, включая куски мхов и шёлка. 

## Систематика
Семейство было выделено в 1953 году (Mosely in Mosely and Kimmins, 1953) для нового рода с двумя новыми видами ручейников, Helicopha astia Mosely и H. hortena Mosely, оба из Нового Южного Уэльса. Дополнительные роды были перенесены из семейств  Beraeidae, Calocidae, и Sericostomatidae     и несколько описано как новые, в том числе Briama Johanson and Ward из Новой Каледонии и Heloccabus Neboiss из восточной Австралии, причём последний род был помещён сюда предварительно (Johanson & Ward 2001, Neboiss 2002). Дополнительно, эндемик Новой Зеландии род Alloecentrella перенесён сюда из семейства Calocidae (Henderson & Ward, 2007). Размещение некоторых родов в Helicophidae дискуссируется. В итоге семейство включает 11 родов и около 35 видов: 
- Alloecella Banks, 1939 — Австралия
  - Alloecella grisea Banks, 1939
  - Alloecella longispina Jacquemart, 1965
  - Alloecella pilosa Neboiss, 1977
- Alloecentrella Wise  — Новая Зеландия
- Alloecentrellodes Flint, 1979 — Чили
- Austrocentrus Schmid, 1964  — Аргентина, Чили
- Briama Johanson and Ward, 2001  — Новая Каледония[3]
- Eosericostoma Schmid, 1955  — Аргентина, Чили
- Helicopha Mosely in Mosely & Kimmins, 1953 — Австралия, Новая Каледония
- Heloccabus Neboiss, 2002  — Австралия[4]
- Microthremma Schmid, 1955 — Чили
- Pseudosericostoma Schmid, 1957 — Чили
- Zelolessica McFarlane, 1956 — Новая Зеландия
  - Zelolessica cheira McFarlane, 1956
  - Zelolessica meizon McFarlane in McFarlane & Cowie, 1981